# Faye Wong
Faye Wong, o Wang Fei (王菲 pinyin: Wáng Fēi), (Pequín; 8 d'agost de 1969); és una cantant i actriu xinesa de Hong Kong, molt coneguda tant en la seva Xina natal com a Taiwan i a Hong Kong, on va desenvolupar gran part de la seva carrera. Des de l'inici de la seva carrera en 1989, ha mantingut l'estatus de diva fins a l'actualitat.
Nascuda a la capital xinesa, es va traslladar amb la seva família a Hong Kong. Faye és molt popular a Àsia, especialment a Hong Kong, Xina, i Japó. A més, ha actuat en diverses pel·lícules incloent Chungking Express, Okinawa Rendez-vous o la guardonada a Cannes 2046. La hi coneix fora del Japó per cantar el tema principal de la BSO del videojoc Final Fantasy VIII ("Eyes On Me"). Faye va cobrar un milió de dòlars nord-americans per cantar-la. Faye wong és coneguda per ostentar el record de ser la cantant xinesa que millors vendes ha aconseguit. També és coneguda per ser bastant reservada en públic arribant a ser considerada com una icona de la humilitat oriental.

## Biografia

### Inicis 1969-1991
Faye Wong és filla d'un enginyer de mines i d'una soprano de música revolucionària. La vocalista va néixer a mitjan revolució cultural i va viure en Pekin amb els seus pares i el seu germà major, Yi Wong.
Durant la seva vida estudiantil, la cantant ja va demostrar tenir el talent suficient com per dedicar-se a la música, ja que va atreure l'atenció de molts publicadores. A vegades, l'institut va haver d'ocultar les activitats musicals de Faye a la seva estricta mare. Malgrat les reserves de la seva progenitora, la jove vocalista va poder editar alguns àlbums de baix cost entre 1985 i 1987. Moltes de les cançons d'aquests discos eren versions en xinès de cançons japoneses o americanes, però la majoria d'aquestes eren versions de la cantant taiwanesa Teresa Teng, a la qual Faye idolatrava.
En 1987, després de ser acceptada a la universitat, la cantant va emigrar a la llavors colònia britànica de Hong Kong per estar amb el seu pare, que havia estat treballant allí durant diversos anys. El seu progenitor havia planejat mantenir-la allí durant un any per poder aconseguir el permís de residència permanent i de pas, poder matricular-se en una bona universitat. Malgrat tot, Faye Wong no coneixia el Cantonés, dialecte del xinès que és l'oficial a Hong Kong, per la qual cosa la jove va viure un període de gran solitud.
Després d'una breu etapa com a model, Faye va començar a prendre classes de cant amb Tai See Chung, conegut per haver entrenat vocalment a altres grans estels de Hong Kong com Anita Mui entre d'altres. Als 19 anys, la cantant va signar un contracte amb Cinepoly, un dels més prestigiosos segells discogràfics de Hong Kong. Es va tractar d'un pas arriscat per al director d'aquesta discogràfica, perquè els habitants de Hong Kong, consideraven als habitants del continent com a retrògrads.
Faye, va adoptar el nom de Shirley Wong com a nom artístic i ja en 1989 va aparèixer el seu primer àlbum d'estudi, un disc que va vendre trenta mil còpies solament a Hong Kong. Posteriorment, en 1990, la cantant publicaria altres dos discos, que malgrat la promoció massiva per part de la seva companyia, no van arribar a tenir l'èxit del seu debut. D'altra banda, els crítics Hong Kongeses, deien que la cantant tenia una forma de cantar massa tradicional i que la seva veu sonava insípida i falta de personalitat.
Decebuda per l'evolució de la seva carrera, en 1991 la cantant va ser a viure durant un any a Nova York, per fer un intercanvi cultural i per prendre més classes de cant. Aquest moviment va sorprendre tremendament, perquè en l'extremadament competitiva escena musical de Hong Kong, el no publicar gens durant un any estava vist com un suïcidi musical.

### Èxit multitudinari 1992-1994
En 1992, Faye Wong va començar a cantar sota el seu veritable nom i va publicar el disc "Coming home", en el qual la cantant va donar un gir al seu estil apropant-se més al R&B. D'aquest disc, destaca el tema "Fragile woman", una versió en cantonés de "Rouge", una cançó japonesa originalment cantada per Naomi Chiaki. Aquesta cançó va ser un èxit tant a la Xina, com en el Sud-est asiàtic, i va marcar la conversió de la vocalista en superestrella. after which various websites listed it as her personal favourite;
Durant els anys següents, Faye comença a incorporar a la seva música influències de la música alternativa. El seu disc de 1993, "Shí wàn gè wèishéme?" (Mil per ques), es caracteritza per versionar en un dels seus talls, la cançó: Cold War, originalment cantada per Tori Amos. Unes altres de les seves influències a partir de llavors van ser els Cocteau Twins, i The Cranberries, dels qui versionaría la cançó "Dreams".

### Gir cap al Mandopop 1994-1997
A partir de 1994, la vocalista comença a utilitzar el Mandarín com a llengua d'expressió en les seves següents publicacions. El seu disc "Tiän kong", va marcar l'inici de l'arribada de la seva música a Taiwan i en menor mesura, a la xinesa continental.
Moltes de les cançons d'aquell àlbum van ser versionadas més tard per artistes com Jay Chou o Gigi Leung.
Va ser en aquest moment quan la carrera de Faye Wong va entrar en una fase d'ascens vertiginós i va començar a fer-se coneguda al llarg de la sinosfera.
En l'aspecte creatiu, la cantant comença a allunyar-se de l'ambient musical de Hong Kong i comença a entrar en contacte amb altres ambients musicals com el circulo rocker que va començar a emergir en Pekin.
En 1995, Faye wong treu el seu últim disc en cantonés anomenat Di-Donar, un disc més experimental, caracteritzat pels sons ètnics del sud i de l'est de asia.
Malgrat el caràcter més experimental d'aquest disc, les dues cançons més reeixides del disc, formaven part de l'estil habitual de la cantant.
Aquest mateix any, la vocalista va publicar un altre album titulat "Els sons decadents de Faye", aquesta vegada, amb versions de cançons de Teresa Teng, ídol de Faye Wong.
Com a curiositat, tant ella com Teresa Teng, havien planejat cantar a duo en una de les cançons del disc, no obstant això Terasa va morir poc abans que aquest projecte pogués dur-se a terme.
Apesarada per la mort de l'artista a la qual idolatrava, Faye va arribar a planejar abandonar l'enregistrament d'aquest disc, no obstant això, finalment va decidir publicar-ho, com una forma de mostrar respecte a aquella cantant.
Aquell disc es va vendre bé malgrat les inicials crítiques negatives.
En 1996, Faye publica el seu últim àlbum amb Cinepoly, la que havia estat la seva discogràfica fins llavors.
L'àlbum, titulat "Fuzao"(sense descans), és considerat com un dels més arriscats i experimentals de la seva carrera.
Totes les cançons d'aquest disc van ser compostes i escrites per ella, i en el disc s'aprecia una forta estètica inspirada en els Cocteau Twins, amb els qui havia explicat durant la producció del disc.
Aquest disc, és considerat per Faye Wong com el seu favorit, no obstant això, les crítiques que va rebre van ser bastant adverses tant a Taiwan com a Hong Kong, ja que es destacava el caràcter excessivament experimental i massa alternatiu, lamentant la falta de balades.
Malgrat tot, els admiradors més incondicionals de la vocalista (Els anomenats "Fayenaticos") coincideixen amb ella a l'hora de valorar el disc com el seu favorit.
Després de la publicació d'aquest disc, l'artista es va convertir juntament amb Gong Li, en la segona personalitat xinesa a aparèixer en la revista Time.

### Retorn a Pekin i canvi de discogràfica (1997 -)
En 1997, Faye Wong va tornar a Pekin després de diversos anys d'èxits a Hong Kong, i decideix també canviar de segell discogràfic sent EMI, la discogràfica amb la qual romandria fins a l'actualitat.
Aquest mateix any, l'artista publica un disc amb el seu mateix nom com a títol. Es tracta d'un disc allunyat de l'experimentació que s'apreciava en els seus treballs anteriors.

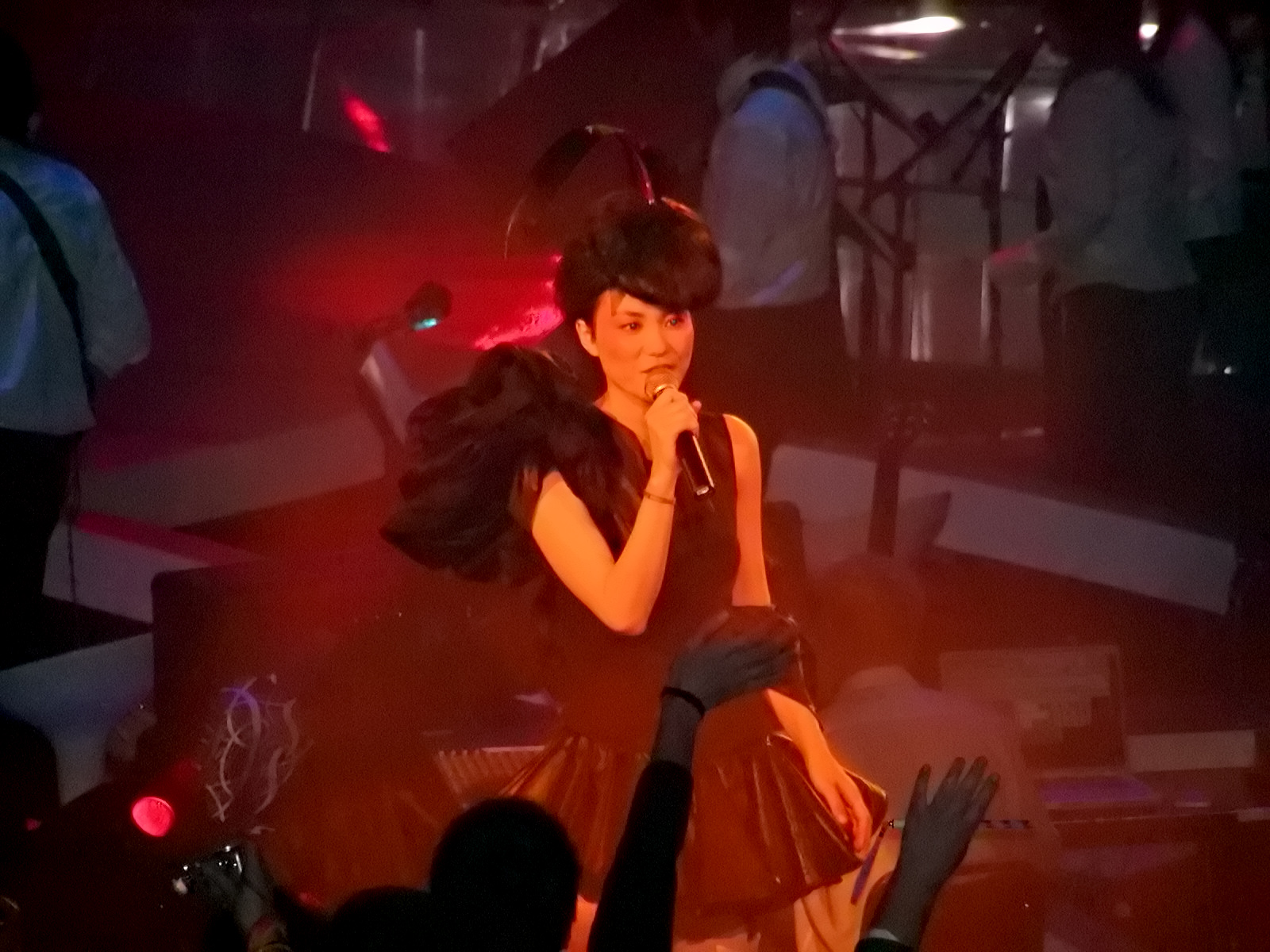
Faye Wong, Hong Kong, 2003.

El so rude, dels discos anteriors entra en fort contrast amb el so una mica més comercial d'aquest disc. Es tracta d'un àlbum molt més introspectiu, amb sentiments de llanguiment, abandó, letargia i separació, encara que en general, el so del disc és dolç i amable en contrast amb el so dur i aspre dels discos anteriors, publicats abans de la seva maternitat. Aquest disc a Hong Kong, va tenir vendes pitjors de l'esperat, no obstant això, aquest disc li va donar la clau de l'èxit en la Xina continental.
Aquest mateix any, Cinepoly, l'antiga discogràfica de Faye, va llançar dos recopilatoris, ja que aquesta discogràfica posseeix els drets d'autor dels seus discos anteriors.

### Èxit a la Xina continental (1998)
En 1998, la cantant apareix per primera vegada davant de les càmeres de la CCTV, la televisió estatal de la Xina, concretament en la gala d'any nou d'aquell any, on Faye Wong, va compartir escenari amb la seva amiga Na Ying, diva del mandopop del continent.
Aquesta col·laboració va ser clau en el fet que la popularitat de Faye es consolidés en la Xina continental, fins al punt en el qual aquest mateix any, la vocalista donés la seva primera gira en la seva Xinesa natal, una gira que es va estendre per nou ciutats i que va tenir un gran èxit.
L'àlbum Chang You va ser publicat a l'octubre d'aquest mateix any, un disc que contenia quatre cançons compostes per la mateixa Faye Wong, totes elles dedicades a la seva filla. Dins de les altres cançons destaca "Give up halfaway", que va ser un dels temes més reeixits d'aquest disc.
En el que a les vendes respecta, aquest àlbum va ser l'àlbum xinès millor venut a Singapur, on va arribar a romandre durant deu mesos a la part alta de la llista de vendes d'aquest país.

### Incursió al Japó (1999)
En 1999, a Faye Wong, se li va oferir cantar el tema d'obertura del videojoc Final Fantasy VIII. La cançó, una balada en anglès titulada "Eyes on me", es va publicar en forma d'EP a mitjan aquest mateix any, venent una quantitat de 400.000, còpies, sent la primera vegada que una cantant xinesa aconsegueix semblants vendes al Japó, i la primera a intervenir en un videojoc japonès.
Aquella mateixa cançó també va ser acollida amb acceptació per part dels afeccionats occidentals de la saga de Final Fantasy, especialment als Estats Units, on també va sortir a la venda aquell videojoc.
Al març aquest any, Faye Wong va donar dos concerts en Budokan, coneguts també per ser la primera vegada que un artista xinès tocava en aquell pavelló.
Al setembre, uns mesos després, apareix el seu nou disc, titulat "Zhi Ai mòshēngrén", (Solament m'agraden les coses estranyes) que va vendre més de 800.000 còpies, i que va copar les llistes de vendes de tota la sinosfera, és a dir, països com Taiwan, Xina, Hong Kong, Malàisia i Singapur. Aquest disc al contrari que els seus anteriors és conegut per no contenir cap col·laboració musical. making her one of the best selling artists in Singapore in 1999.
La cançó titules d'aquell àlbum va ser usada en la banda sonora de la pel·lícula de Sylvester Stallone, Get Carter

### Fable (2000)
L'any 2000, va aparèixer un nou àlbum titulat Fable, un disc conegut per tenir en les seves cançons, fortes referències a les rondalles i contes occidentals, combinats amb elements com per exemple, el Budisme o altres qüestions metafísiques com l'espiritualitat. A tots aquests elements cal afegir uns arranjaments caracteritzats per l'ús de la bateria, amb sons orquestrals i una forta presència d'instruments com a sintetitzadors o seqüenciadors.
Aquest disc, considerat com a inclassificable, va ser criticat per ser alguna cosa confús, i tenir una temàtica poc definida, amb massa interpretacions possibles.

### Faye Wong i Jiang Ai (2001 - 2003)
L'any 2001, la vocalista es va envoltar de nous col·laboradors com el compositor Zhang Ja Dong i el lletrista Lin Xi. Amb ells, Faye Wong va tractar que el seu àlbum homònim de l'any 2001, fora un experiment ple de noves experiències amb el qual tancar la seva etapa musical amb EMI.
Malgrat tot, la rebuda tanta per crítica com per públic d'aquest disc, no va ser tan satisfactori com s'esperava, ja que la cantant fins i tot va arribar a reconèixer en una entrevista que no estava del tot satisfeta amb algunes cançons del disc, especialment, les compostes per Wu Bai, conegut com el pare del Rock taiwanès, que va compondre per Faye, en aquell disc, dos temes amb un fort so electrònic amb el qual la cantant va admetre no sentir-se còmoda. Altres cançons destacades d'aquell disc van ser compostes per la cantautora singapurense Tanya Chua.
Mentre acabava el seu contracte amb EMI, la cantant va signar un nou contracte amb Sony, la seva nova discogràfica. Posteriorment, la cantant va actuar en la pel·lícula; 2040, i va participar en diversos esdeveniments benèfics per ajudar els malalts de SIDA, esdeveniments en els quals la vocalista va cantar amb Tony Leung i la ja moribunda Anita Mui.
Aquell mateix any, la seva cançó, separate Ways, cantada en japonès va ser utilitzada en una sèrie de televisió japonesa titulada Usokoi. Mentrestant, els seus antics segells discogràfics, van publicar diversos recopilatoris alhora.
L'any 2003, va veure la llum el disc Jiang Ai, (Per amor), publicat en el mes de novembre d'aquell any. La major part de les cançons d'aquell disc van ser cantades en Mandarín, mentre que altres tres restants van ser interpretades en cantonés. El tema utilitzat com single promocinal va ser la cançó homònima del disc. Altres cançons molt conegudes van ser Chengke, una versió en xinès d'una cançó de Sophie Zelmani.
Aquest disc, el primer publicat amb EMI, va tenir un èxit molt major que el del seu treball anterior, i va arribar a vendre més d'un millon de còpies, de les quals més de la meitat es van vendre en la Xina continental.

### Absència i retorn (2005-2010)
Des de l'any 2003, la cantant va estar retirada per un període indefinit, completament dedicada a la seva família i fills. Es va casar l'any 2005, amb l'actor Li Yapeng, amb qui va tenir una filla l'any següent.
Des d'aquell moment, la cantant es va mantenir allunyada de la vida musical i cultural del seu país, rebutjant diversos oferiments per cantar en occident, o per cantar la cançó d'obertura dels jocs olímpics de Pekin 2008.
No va ser fins a febrer del 2009, quan es va tornar a tenir notícies de la vocalista. Aquell any, la cantant i el seu marit, van crear la fundació benèfica, Smile Angel (Somriure angelical), en nom de la qual, la cantant va visitar diverses ciutats de Xinjiang i del Tibet, supervisant les condicions d'hospitalització dels nens que estaven allí ingressats.
En el 2010, la cantant va rodar un anunci per Pantene, i poc temps després, va actuar en la gala d'any nou de la CCTV. Aquella actuació, la primera en sis anys, va ser el preludi d'una gran gira de retorn, que la cantant va anunciar als pocs dies. Malgrat la seva llarga absència, aquests concerts van acaparar tot l'interès del públic. Les entrades per als seus concerts a la Xina, solament van durar trenta minuts a la venda, la qual cosa va ocórrer també en Taipei i Hong Kong.

## Discografia
- 1989: Shirley Wong
- 1990: Everything
- 1990: You are not alone
- 1992: Coming home
- 1993: Zhi mi bu hui
- 1993: Shí wàn gè wèishéme?
- 1994: Mí
- 1994: Húsīluànxiǎng
- 1994: Tuānkōng
- 1994: Tǎohǎo zìjǐ
- 1995: Fēi mímí zhī yīn
- 1995: Di-Dar
- 1996: Fúzào
- 1997: FW97
- 1998: Chàngyóu
- 1999: Zhǐ ài mòshēng rén
- 2000: Yùyán
- 2001: Faye wong
- 2003: Ai Jing
- 2015: Be Perfunctory

## Filmografia

### Pel·lícules
| Any  | Títol                  | Títol en xinès         | Paper             | Reconeixement                                                                      |
| ---- | ---------------------- | ---------------------- | ----------------- | ---------------------------------------------------------------------------------- |
| 1991 | Beyond's Diary         | BEYOND日記之莫欺少年窮 | Mary              |                                                                                    |
| 1994 | Chungking Express      | 重慶森林               | Faye              | Nominada i guanyadora del premi del festival cinema d'Hong Kong a millor actriu    |
| 2000 | Okinawa Rendez-vous    | 戀戰沖繩               | Jenny             |                                                                                    |
| 2002 | Chinese Odyssey 2002   | 天下無雙               | Princesa Wushuang | Nominada i guanyadora del premi del festival de cinema d'Hong Kong a millor actriu |
| 2004 | 2046                   | Wang Jingwen           |                   |                                                                                    |
| 2004 | Leaving Em, Loving You | 大城小事               | Xin Xiaoyue       |                                                                                    |

### Televisió
| Any  | Títol                                    | Títol en xinès     | Paper         | Reconeixement                        |
| ---- | ---------------------------------------- | ------------------ | ------------- | ------------------------------------ |
| 1991 | Traces of the Heart                      | 別姬               | Mei-fong      | TVB Telefilm                         |
| 1992 | The Files of Justice (Part II)           | 壹號皇庭II         | Mandy         | TVB Telefilm                         |
| 1993 | Legendary Ranger                         | 原振俠             | Hoi-tong      | TVB Sèrie de televisió (20 episodis) |
| 1993 | Eternity                                 | 千歲情人           | Bou Ging-hung | TVB Sèrie de televisió (20 episodis) |
| 1994 | Modern Love Story: Three Equals One Love | 愛情戀曲：愛情3加1 | Wun-gwan      | Part d'una sèrie de televisió        |
| 2001 | Love From a Lie                          | ウソコイ           | Lin Fei       | Kansai TV sèrie (11 episodis)        |